# Jessie Ralph
Pour les articles homonymes, voir Jessie.
Jessie Ralph est une actrice américaine, de son nom complet Jessie Ralph Chambers, née le 5 novembre 1864 à Gloucester (Massachusetts, États-Unis), où elle est morte le 30 mai 1944.

## Biographie
Jessie Ralph débute au théâtre en 1880 et se produit à Broadway (New York) entre 1906 et 1932, exclusivement dans des pièces, notamment deux de William Shakespeare. Mentionnons aussi sa contribution à The Good Earth, créée en 1932, puis à l'adaptation au cinéma de 1937, sous le même titre original (titre français : Visages d'Orient).
Au cinéma, si elle participe à six films muets de 1915 à 1921, elle apparaît surtout après l'avènement du parlant, de 1933 à 1940, dans cinquante-et-un films américains (ses deux derniers, tournés en 1940, sont sortis en 1941). Bon nombre de ces films sont bien connus, dont David Copperfield en 1935 et Le Petit Lord Fauntleroy en 1936, tous deux aux côtés de Freddie Bartholomew.

## Théâtre (piècesà Broadway)
- 1906 : The Kreutzer Sonata de Jacob Gordin, adaptation de Lena Smith et Mrs. Vance Thompson
- 1907 : The Straight Road de Clyde Fitch, avec Louise Closser Hale
- 1909 : Such a Little Queen de Channing Pollock, production d'Henry B. Harris, avec Elsie Ferguson (+ rôle dans l'adaptation au cinéma en 1921 : voir filmographie ci-dessous)
- 1911-1912 : The Price de George Broadhurst (en)
- 1912 : A Rich Man's Son de James Forbes
- 1913 : The Escape de Paul Armstrong
- 1913 : After Five de Cecil B. DeMille et William C. de Mille
- 1914 : Help wanted de Jack Lait, avec Charles Richman, Charles Ruggles
- 1915 : The Revolt d'Edward Locke
- 1915-1916 : Ruggles in Red Gap de Harrison Rhodes d'après Harry Leon Wilson (en) (+ musique additionnelle de Sigmund Romberg), avec Louise Closser Hale (adaptation au cinéma en 1935)
- 1916 : His Bridal Night de Lawrence Rising, avec Lucile Watson, Pedro de Cordoba
- 1916 : Rich Man, Poor Man de Maximilian Foster, avec Emily Fitzroy, Brandon Hurst
- 1918 : Once upon a Time de Rachel Crothers
- 1918-1919 : A Prince there was de George M. Cohan
- 1922 : Malvalocca de Jacob S. Fassett, avec Louise Closser Hale
- 1923 : Roméo et Juliette (Romeo and Juliet) de William Shakespeare
- 1923 : Pelléas et Mélisande (Pelleas and Melisande) de Maurice Maeterlinck
- 1923 : The Depths de Hans Mueller
- 1925 : The Man with a Load of Mischief d'Ashley Dukes, avec Ralph Forbes
- 1926 : The Virgin d'Arthur Corning White et Louis Bennison
- 1926 : The Shelf de Dorrance Davis, avec Arthur Byron, Donald Meek, Lee Patrick, Thelma Ritter
- 1927-1929 : The Road to Rome de Robert Emmet Sherwood, avec Philip Merivale (1927-1928), George Tobias (1928-1929)
- 1929 : Paolo and Francesca de Stephen Phillips, avec Philip Merivale
- 1930 : La Nuit des rois, ou Ce que vous voudrez (Twelfth Night, or What you will) de William Shakespeare, avec Arthur Hohl, Walter Kingsford
- 1932 : Child of Manhattan de Preston Sturges, avec Reginald Owen, Douglass Dumbrille (+ rôle dans l'adaptation au cinéma en 1933 : voir filmographie ci-dessous)
- 1932 : The Good Earth de Donald et Owen Davis, d'après Pearl S. Buck, avec Sydney Greenstreet, Claude Rains, Vincent Sherman, Henry Travers

## Cinéma (filmographie)
- 1915 : A Ringer for Max (court métrage)
- 1915 : The Galloper (it) de Donald McKenzie
- 1915 : Mary's Lamb (it) de Donald McKenzie
- 1916 : New York (en) de George Fitzmaurice
- 1919 : The Madonna of the Slums de George Terwilliger (court métrage)
- 1921 : Such a Little Queen de George Fawcett
- 1933 : Taxi Girls (Child of Manhattan) d'Edward Buzzell
- 1933 : Elmer, the Great (en) de Mervyn LeRoy
- 1933 : Cocktail Hour de Victor Schertzinger
- 1933 : La Profession d'Ann Carver (Ann Carver's Profession) d'Edward Buzzell
- 1934 : Nana de George Fitzmaurice et Dorothy Arzner
- 1934 : La Soirée de Miss Stanhope (Coming Out Party) de John G. Blystone
- 1934 : Rythmes d'amour (Murder at the Vanities) de Mitchell Leisen
- 1934 : Les Amours de Cellini (The Affairs of Cellini) de Gregory La Cava
- 1934 : Une nuit d'amour (One Night of Love) de Victor Schertzinger
- 1934 : Résurrection (We live again) de Rouben Mamoulian
- 1934 : Le Témoin imprévu (Evelyn Prentice) de William K. Howard
- 1935 : David Copperfield (titre original court) (The Personal History, Adventures, Experience and Observations of David Copperfield, the Younger) de George Cukor
- 1935 : Avril enchanté (en) (Enchanted April) de Harry Beaumont
- 1935 : Vanessa (en) (Vanessa, Her Love Story) de William K. Howard
- 1935 : Les Misérables (titre original) de Richard Boleslawski
- 1935 : La Marque du Vampire (Mark of the Vampire) de Tod Browning (scènes coupées au montage)
- 1935 : Paris au printemps (Paris in Spring) de Lewis Milestone
- 1935 : Jalna de John Cromwell
- 1935 : Vivre sa vie (I Live My Life) de W. S. Van Dyke
- 1935 : Le Roman d'un chanteur (Metropolitan) de Richard Boleslawski
- 1935 : La Femme traquée (I Found Stella Parish) de Mervyn LeRoy
- 1935 : Capitaine Blood (Captain Blood) de Michael Curtiz
- 1936 : L'Affaire Garden (The Garden Murder Case), d'Edwin L. Marin
- 1936 : Yellow Dust (en) de Wallace Fox
- 1936 : Le Petit Lord Fauntleroy (Little Lord Fauntleroy) de John Cromwell

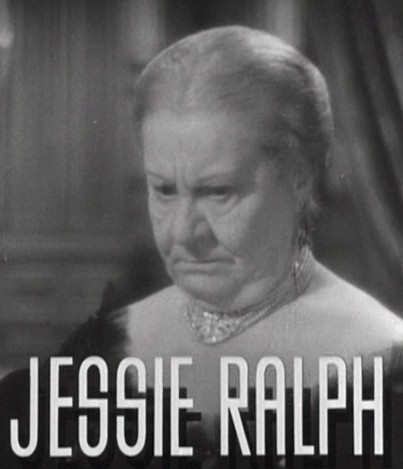
Dans Nick, gentleman détective (1936)

- 1936 : L'Heure mystérieuse (The Ungarded Hour) de Sam Wood
- 1936 : San Francisco de W. S. Van Dyke
- 1936 : Bunker Bean (en) de William Hamilton et Edward Killy
- 1936 : Walking on Air (en) de Joseph Santley
- 1936 : Le Roman de Marguerite Gautier (Camille) de George Cukor
- 1936 : Nick, gentleman détective (After the Thin Man) de W. S. Van Dyke
- 1937 : Mariage double (Double Wedding) de Richard Thorpe
- 1937 : La Fin de Mme Cheyney (The Last of Mrs. Cheyney) de Richard Boleslawski
- 1937 : Visages d'Orient (The Good Earth) de Sidney Franklin
- 1938 : Port of Seven Seas de James Whale
- 1938 : Love Is a Headache de Richard Thorpe
- 1938 : Hold That Kiss d'Edwin L. Marin
- 1939 : Four Girls in White de S. Sylvan Simon
- 1939 : St. Louis Blues de Raoul Walsh
- 1939 : Mickey the Kid (en) d'Arthur Lubin
- 1939 : Sur la piste des Mohawks (Drums along the Mohawks) de John Ford
- 1939 : Femme du monde (Cafe Society) d'Edward H. Griffith
- 1939 : Le Kid du Texas (The Kid from Texas) de S. Sylvan Simon
- 1940 : L'Oiseau bleu (The Blue Bird) de Walter Lang
- 1940 : I can't give you anything but Love, Baby d'Albert S. Rogell
- 1940 : La Rançon de la gloire (Star Dust) de Walter Lang
- 1940 : Girl from Avenue A (en) d'Otto Brower
- 1940 : I want a Divorce de Ralph Murphy
- 1940 : Mines de rien (The Bank Dick) d'Edward F. Cline
- 1941 : Une femme à poigne (The Lady from Cheyenne) de Frank Lloyd
- 1941 : L'aventure commence à Bombay (They met in Bombay) de Clarence Brown